# Gobnait

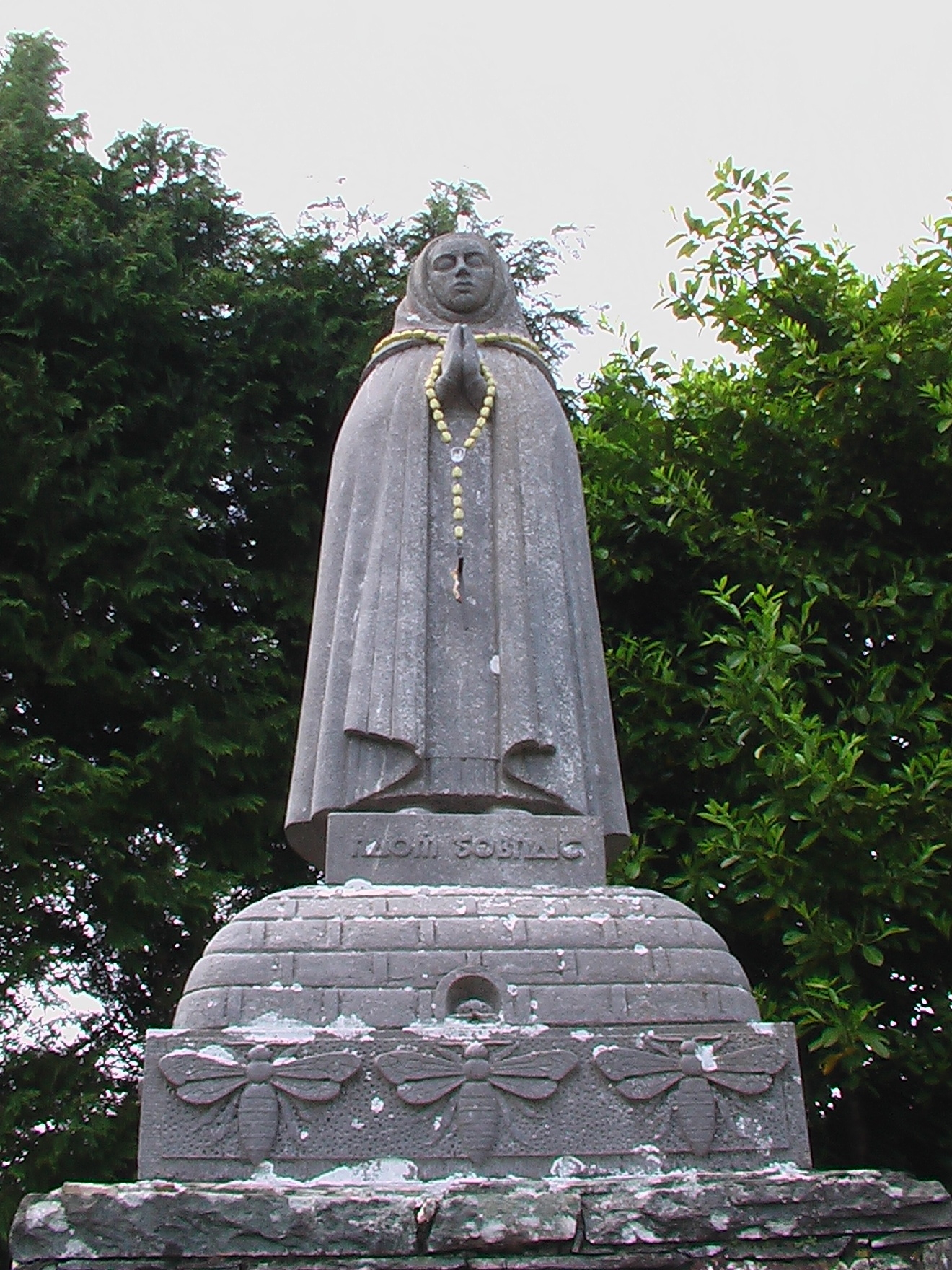
Statue der St. Gobnait in Ballyvourney County, Cork, Irland (2009)

Gobnait (anglisiert auch Gobnet, Abigail oder Deborah; altirisch auch Gobnat, Mo Gobnat) war eine irische Heilige aus dem frühen Christentum. Sie lebte vermutlich im 6. oder 7. Jahrhundert. Sie ist der Legende nach die Schwester des Heiligen Abban von Magheranoidhe und gründete mehrere Kirchen und ein Kloster. Sie gilt in Irland als Schutzpatron der Bienen und Imker sowie der Schmiede. Ihre größte Bekanntheit besitzt Gobnait in der irischen Grafschaft Cork im Süden Irlands, wo die angeblich von ihr gegründete St. Gobnait’s Church im Dorf Ballyvourney noch heute erhalten ist. Ihr Gedenktag ist der 11. Februar.

## Rezeption in der deutschsprachigen Literatur
In dem von den Gebrüdern Grimm übersetzten irischen Kinderlied Das Hexenpferd tritt sie als Verteidigerin eines Häuptlings auf und schützt ihn mit einer Bienenarmee. 